# Elcaset

Schéma d'une Elcaset

Elcaset est un support audio de type cassette audio, créé par Sony en 1976 et qui a eu une courte durée de vie.
Les Elcaset sont plus grandes que les cassettes audio Philips : environ 15 cm sur 10 cm pour 2 cm d'épaisseur. La vitesse de défilement de la bande est de 9,5 cm par seconde. Identique à celle de certains magnétophones à bandes et aux lecteurs de cartouches, elle est le double de la vitesse de la cassette audio Philips et permet une qualité sonore dans les aigus et un rapport signal sur bruit améliorés. On combine ainsi une qualité approchant celle des enregistreurs à bobines, avec une facilité de manipulation que ces derniers n'ont pas.
Cependant, le format bien supérieur à celui des cassettes audio a joué en sa défaveur. Le consommateur hésita à acheter ces enregistreurs Elcaset plus encombrants et chers et qui n'étaient pas compatibles avec les formats standards des autoradios. En plus des enregistreurs de salon, Sony commercialisa aussi un enregistreur portable au format Elcaset, le EL-D8.
Sony ne fut pas le seul fabricant d'appareils au format Elcaset. Aiwa, Akai, JVC (LD-777), Marantz, Mediatech (M950), TEAC (AL-700), Technics (RS-7500U) et Wega (E-4590, version allemande du Sony EL-7) en fabriquèrent également même si leurs modèles furent moins nombreux et moins connus que ceux du créateur de ce format. Sony en arrêta la commercialisation en 1980.